# Singapores Grand Prix 2014
Singapores Grand Prix 2014, officiellt 2014 Formula 1 Singapore Airlines Singapore Grand Prix, var en Formel 1-tävling som hölls den 21 september 2014 på Marina Bay Street Circuit i Singapore. Det var den fjortonde tävlingen av Formel 1-säsongen 2014 och kördes över 60 varv. Vinnare av loppet blev Lewis Hamilton för Mercedes, tvåa blev Sebastian Vettel för Red Bull och trea blev Daniel Ricciardo, även han för Red Bull.

## Kvalet

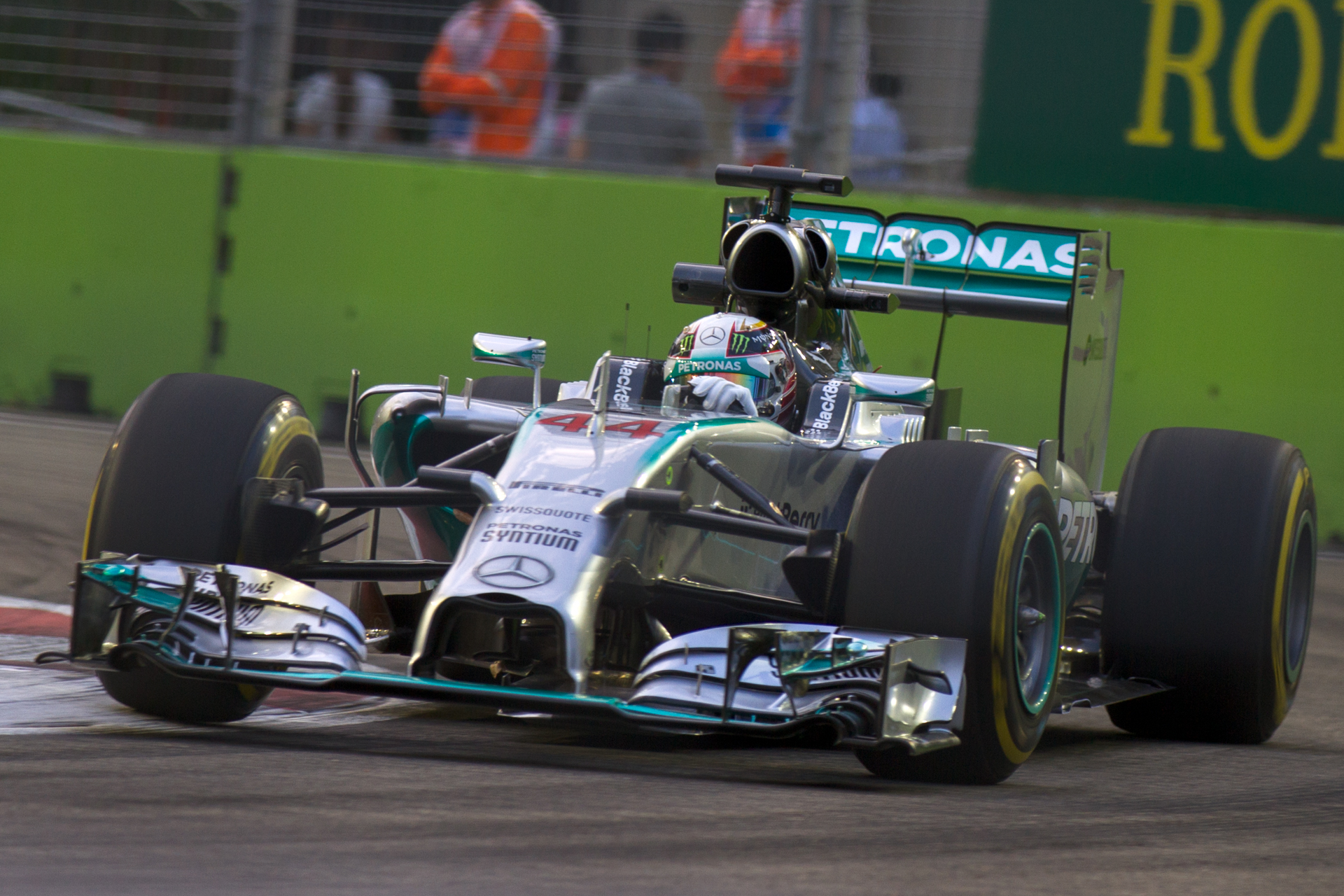
Lewis Hamilton tog pole position.

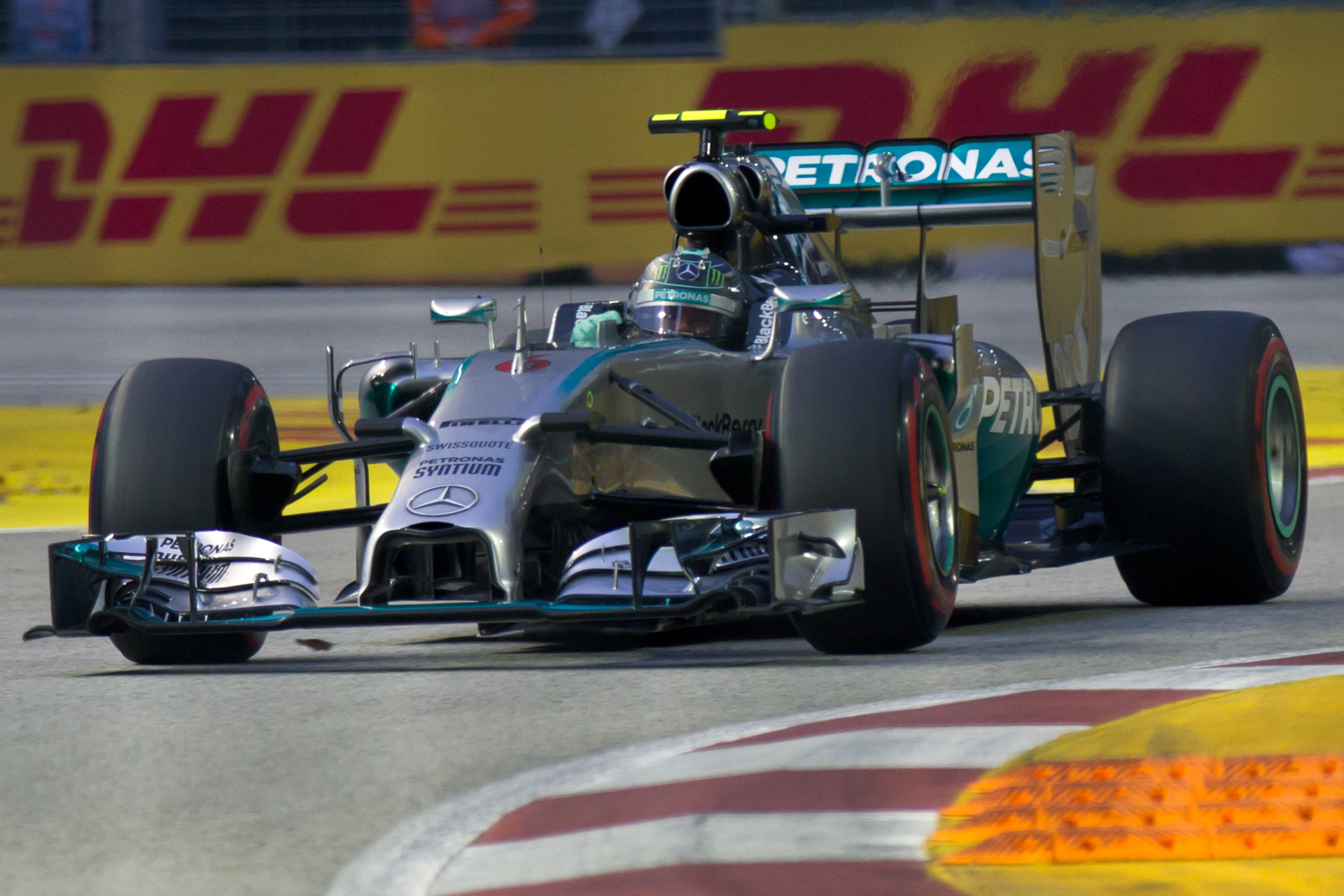
Nico Rosberg kvalade tvåa.

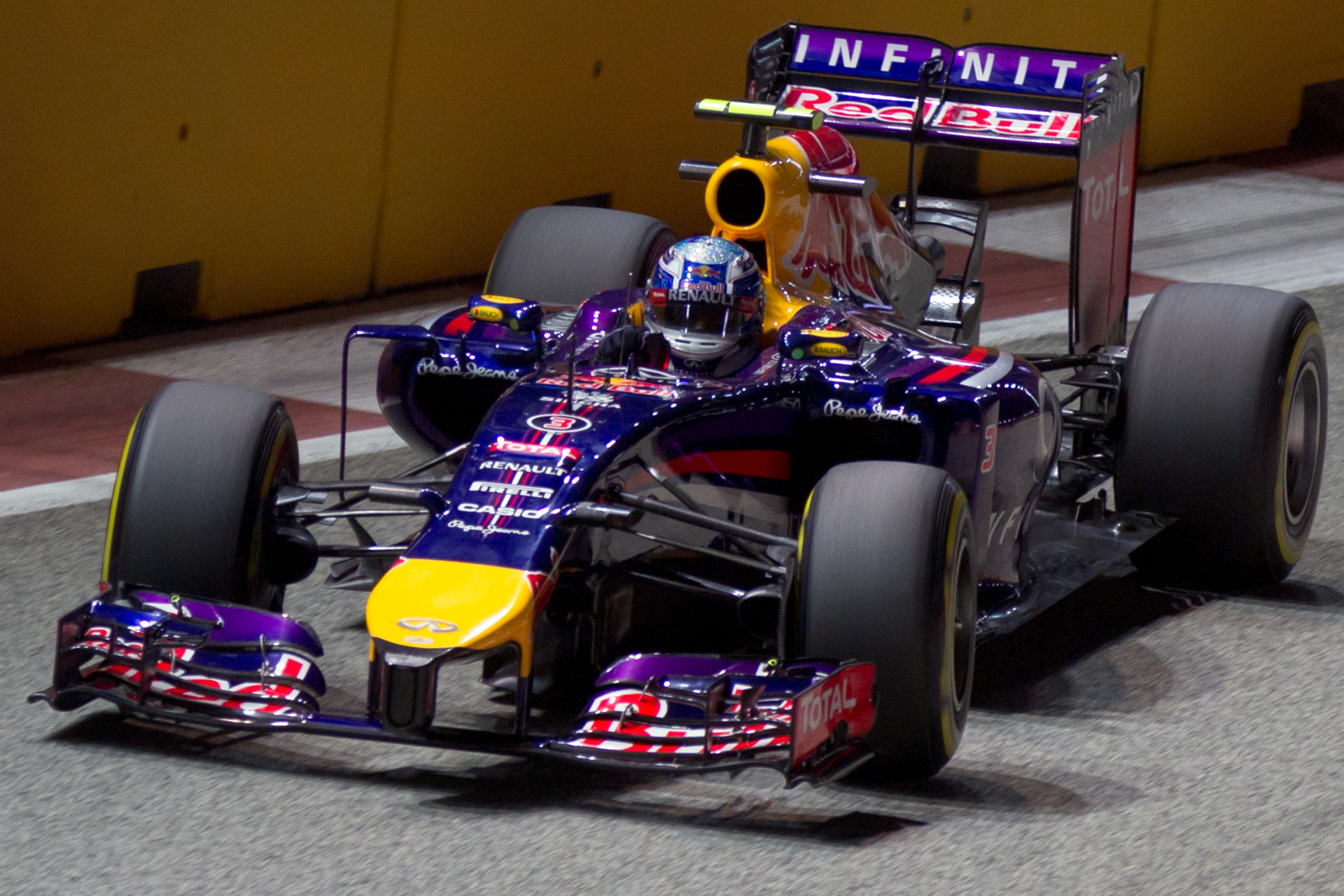
Daniel Ricciardo startade från den andra startrutan.

| KR. | Nr | Förare            | Konstruktör          | Q1       | Q2       | Q3       | Grid |
| --- | -- | ----------------- | -------------------- | -------- | -------- | -------- | ---- |
| 1   | 44 | Lewis Hamilton    | Mercedes             | 1.46,921 | 1.46,287 | 1.45,681 | 1    |
| 2   | 6  | Nico Rosberg      | Mercedes             | 1.47,244 | 1.45,825 | 1.45,688 | 2    |
| 3   | 3  | Daniel Ricciardo  | Red Bull-Renault     | 1.47,488 | 1.46,493 | 1.45,854 | 3    |
| 4   | 1  | Sebastian Vettel  | Red Bull-Renault     | 1.47,476 | 1.46,586 | 1.45,902 | 4    |
| 5   | 14 | Fernando Alonso   | Ferrari              | 1.46,889 | 1.46,328 | 1.45,907 | 5    |
| 6   | 19 | Felipe Massa      | Williams-Mercedes    | 1.47,615 | 1.46,472 | 1.46,000 | 6    |
| 7   | 7  | Kimi Räikkönen    | Ferrari              | 1.46,685 | 1.46,359 | 1.46,170 | 7    |
| 8   | 77 | Valtteri Bottas   | Williams-Mercedes    | 1.47,196 | 1.46,622 | 1.46,187 | 8    |
| 9   | 20 | Kevin Magnussen   | McLaren-Mercedes     | 1.47,976 | 1.46,700 | 1.46,250 | 9    |
| 10  | 26 | Daniil Kvyat      | Toro Rosso-Renault   | 1.47,656 | 1.46,926 | 1.47,362 | 10   |
| 11  | 22 | Jenson Button     | McLaren-Mercedes     | 1.47,161 | 1.46,943 |          | 11   |
| 12  | 25 | Jean-Éric Vergne  | Toro Rosso-Renault   | 1.47,407 | 1.46,989 |          | 12   |
| 13  | 27 | Nico Hülkenberg   | Force India-Mercedes | 1.47,370 | 1.47,308 |          | 13   |
| 14  | 21 | Esteban Gutiérrez | Sauber-Ferrari       | 1.47,970 | 1.47,333 |          | 14   |
| 15  | 11 | Sergio Pérez      | Force India-Mercedes | 1.48,143 | 1.47,575 |          | 15   |
| 16  | 8  | Romain Grosjean   | Lotus-Renault        | 1.47,862 | 1.47,812 |          | 16   |
| 17  | 99 | Adrian Sutil      | Sauber-Ferrari       | 1.48,324 |          |          | 17   |
| 18  | 13 | Pastor Maldonado  | Lotus-Renault        | 1.49,063 |          |          | 18   |
| 19  | 17 | Jules Bianchi     | Marussia-Ferrari     | 1.49,440 |          |          | 19   |
| 20  | 10 | Kamui Kobayashi   | Caterham-Renault     | 1.50,405 |          |          | 20   |
| 21  | 4  | Max Chilton       | Marussia-Ferrari     | 1.50,473 |          |          | 21   |
| 22  | 9  | Marcus Ericsson   | Caterham-Renault     | 1.52,287 |          |          | 22   |

| Vidare från första kvalrundan ▬▬ Vidare från andra kvalrundan ▬▬ |

## Loppet

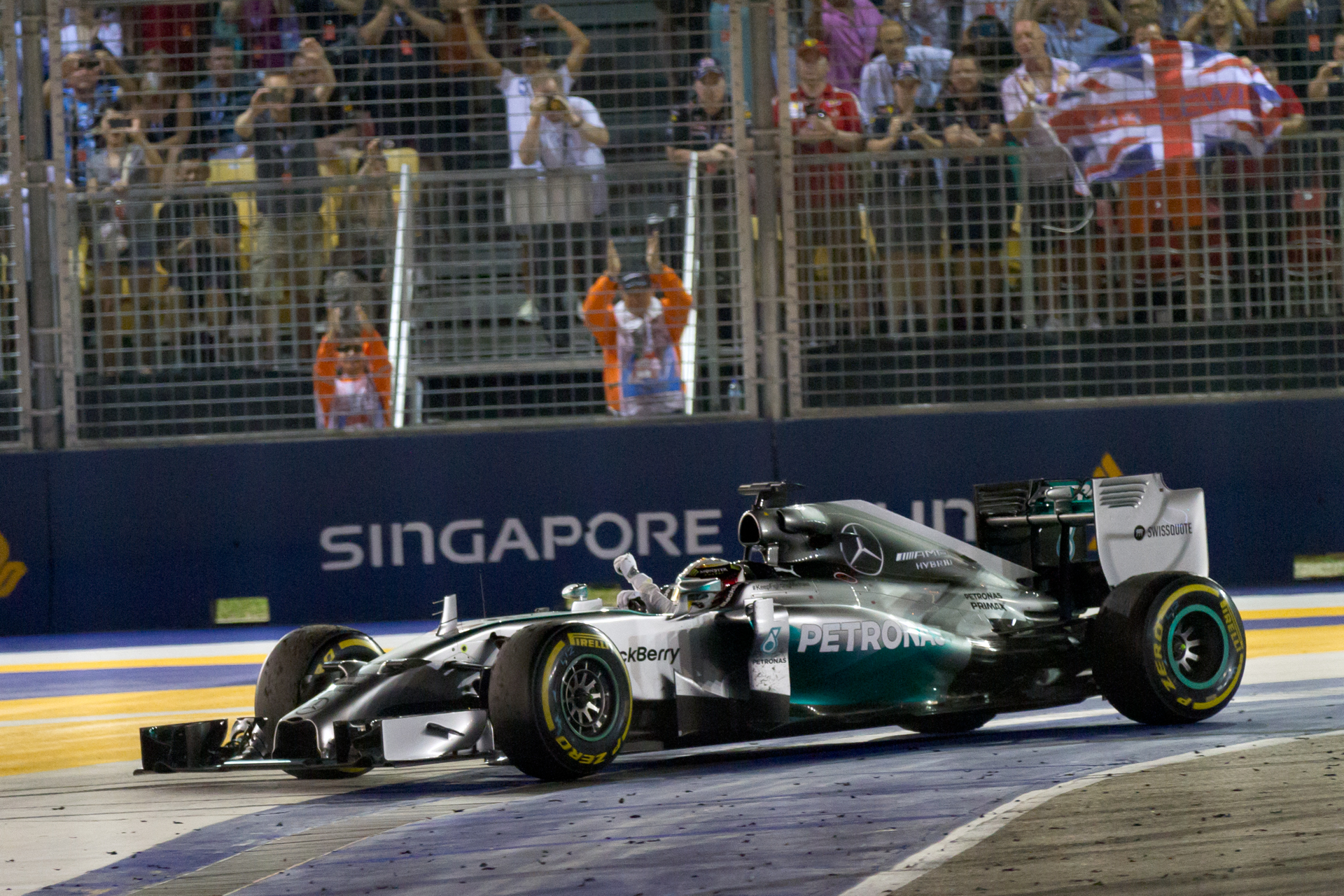
Lewis Hamilton vann loppet.

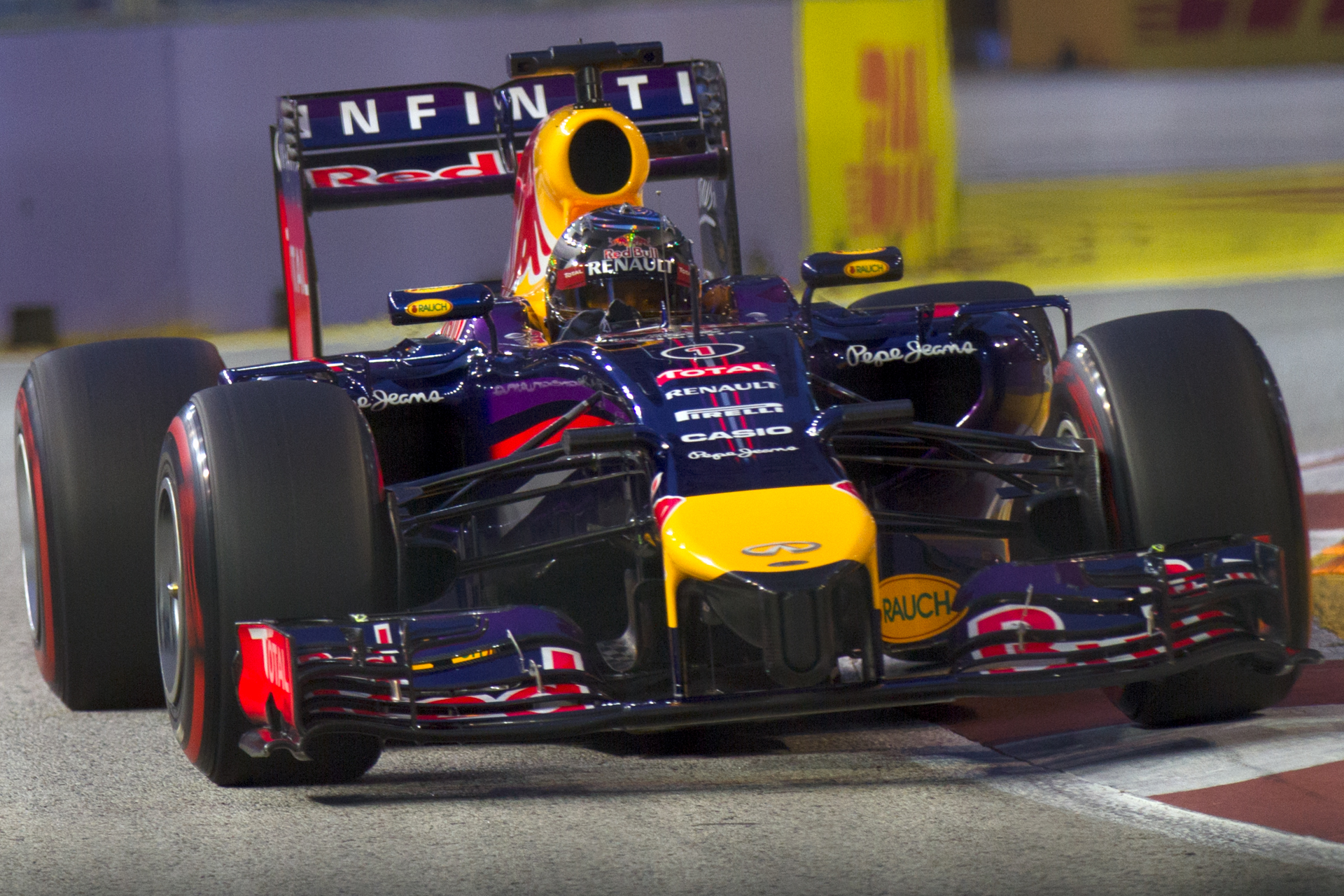
Sebastian Vettel blev tvåa.

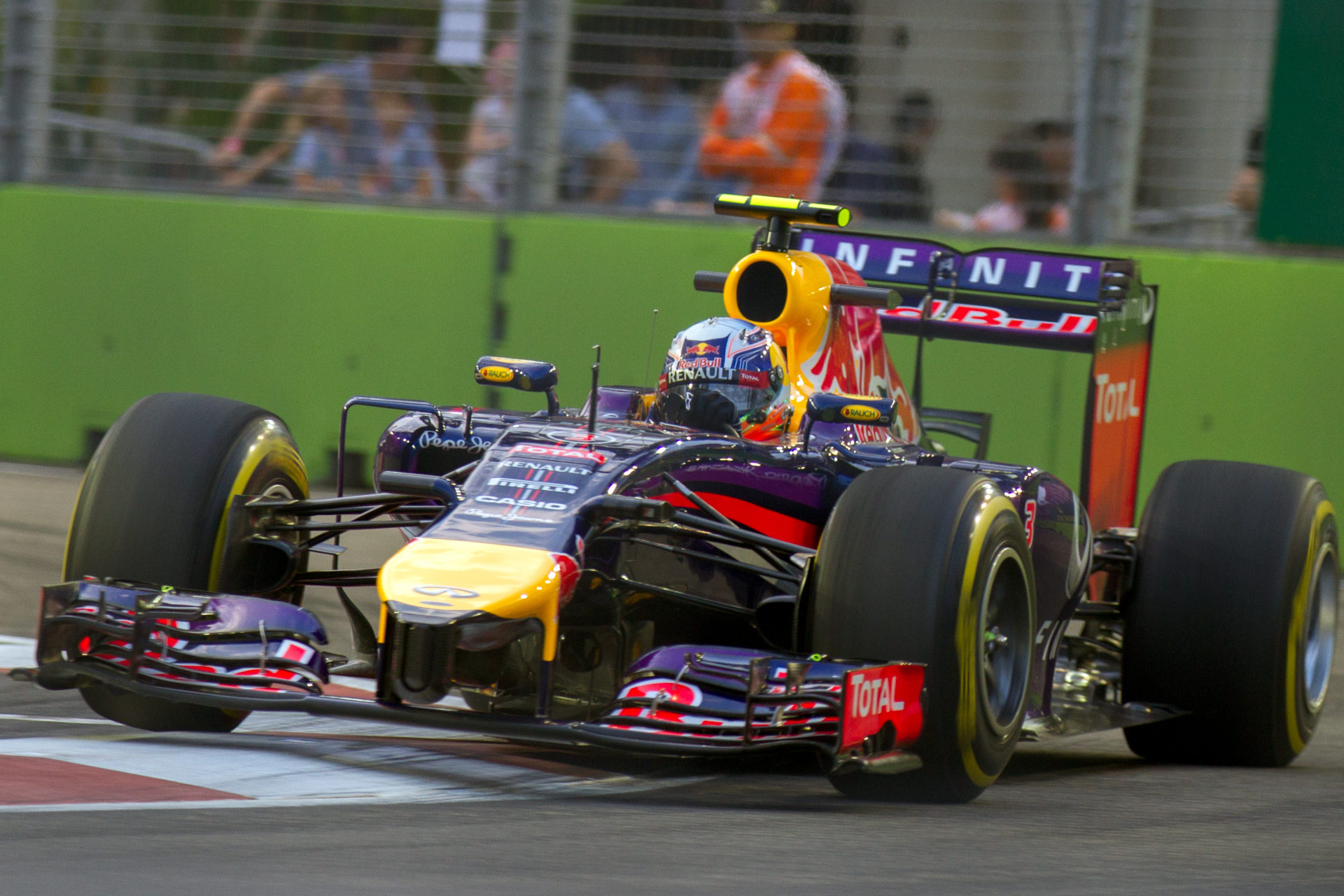
Daniel Ricciardo gick i mål på tredje plats.

| Pos. | Nr | Förare            | Konstruktör          | Varv | Tid           | Grid | P  |
| ---- | -- | ----------------- | -------------------- | ---- | ------------- | ---- | -- |
| 1    | 44 | Lewis Hamilton    | Mercedes             | 60   | 2:00.04,795   | 1    | 25 |
| 2    | 1  | Sebastian Vettel  | Red Bull-Renault     | 60   | +13,534       | 4    | 18 |
| 3    | 3  | Daniel Ricciardo  | Red Bull-Renault     | 60   | +14,273       | 3    | 15 |
| 4    | 14 | Fernando Alonso   | Ferrari              | 60   | +15,389       | 5    | 12 |
| 5    | 19 | Felipe Massa      | Williams-Mercedes    | 60   | +42,161       | 6    | 10 |
| 61   | 25 | Jean-Éric Vergne  | Toro Rosso-Renault   | 60   | +56,801       | 12   | 8  |
| 7    | 11 | Sergio Pérez      | Force India-Mercedes | 60   | +59,038       | 15   | 6  |
| 8    | 7  | Kimi Räikkönen    | Ferrari              | 60   | +1.00,641     | 7    | 4  |
| 9    | 27 | Nico Hülkenberg   | Force India-Mercedes | 60   | +1.01,661     | 13   | 2  |
| 10   | 20 | Kevin Magnussen   | McLaren-Mercedes     | 60   | +1.02,230     | 9    | 1  |
| 11   | 77 | Valtteri Bottas   | Williams-Mercedes    | 60   | +1.05,065     | 8    |    |
| 12   | 13 | Pastor Maldonado  | Lotus-Renault        | 60   | +1.06,915     | 18   |    |
| 13   | 8  | Romain Grosjean   | Lotus-Renault        | 60   | +1.08,029     | 16   |    |
| 14   | 26 | Daniil Kvyat      | Toro Rosso-Renault   | 60   | +1.12,008     | 10   |    |
| 15   | 9  | Marcus Ericsson   | Caterham-Renault     | 60   | +1.34,188     | 22   |    |
| 16   | 17 | Jules Bianchi     | Marussia-Ferrari     | 60   | +1.34,543     | 19   |    |
| 17   | 4  | Max Chilton       | Marussia-Ferrari     | 59   | +1 varv       | 21   |    |
| Ret  | 22 | Jenson Button     | McLaren-Mercedes     | 52   | Motorenhet    | 11   |    |
| Ret  | 99 | Adrian Sutil      | Sauber-Ferrari       | 40   | Vattenläckage | 17   |    |
| Ret  | 21 | Esteban Gutiérrez | Sauber-Ferrari       | 17   | Elektronik    | 14   |    |
| Ret  | 6  | Nico Rosberg      | Mercedes             | 13   | Kabel         | PL2  |    |
| DNS  | 10 | Kamui Kobayashi   | Caterham-Renault     | 0    | Motorenhet    | –    |    |

| Förare och stall som tog poäng ▬▬ |

Noteringar:
- ^1  — Jean-Éric Vergne fick fem sekunders tidstillägg för att ha genat genom kurva 7.[1]
- ^2  — Nico Rosberg startade från pit lane eftersom han inte kom iväg på formationsvarvet. [2]

## Ställning efter loppet
|     | Pos. | Förare           | Poäng |
| --- | ---- | ---------------- | ----- |
| ▲ 1 | 1    | Lewis Hamilton   | 241   |
| ▼ 1 | 2    | Nico Rosberg     | 238   |
| ▬   | 3    | Daniel Ricciardo | 181   |
| ▲ 1 | 4    | Fernando Alonso  | 133   |
| ▲ 1 | 5    | Sebastian Vettel | 124   |

|     | Pos. | Konstruktör          | Poäng |
| --- | ---- | -------------------- | ----- |
| ▬   | 1    | Mercedes             | 479   |
| ▬   | 2    | Red Bull-Renault     | 305   |
| ▬   | 3    | Williams-Mercedes    | 187   |
| ▬   | 4    | Ferrari              | 178   |
| ▲ 1 | 5    | Force India-Mercedes | 117   |

- Notering: Endast de fem bästa placeringarna i vardera mästerskap finns med på listorna.